# Aenictus rougieri
Aenictus rougieri är en myrart som beskrevs av Andre 1893. Aenictus rougieri ingår i släktet Aenictus och familjen myror. Inga underarter finns listade i Catalogue of Life.